# Saint-Jean-d’Ataux
Saint-Jean-d’Ataux ist eine französische Gemeinde mit 132 Einwohnern (Stand 1. Januar 2022) im Département Dordogne in der Region Nouvelle-Aquitaine (vor 2016: Aquitanien). Die Gemeinde gehört zum Arrondissement Périgueux und zum Kanton Vallée de l’Isle.
Der Name in der okzitanischen Sprache lautet Sent Joan d’Astaus und leitet sich von Johannes dem Täufer ab. Der Zusatz „Astaus“ stammt vermutlich von einem Männernamen germanischen Ursprungs, „Astaldus“, „Hastaus“ oder möglicherweise „Asthaldwulf“, ab. Dieser wurde in der okzitanischen Sprache zu „Astaud“ oder „Astouaud“ abgewandelt.
Die Einwohner werden Ataussiens und Ataussiennes genannt.

## Geographie
Saint-Jean-d’Ataux liegt ca. 25 Kilometer westsüdwestlich von Périgueux im Gebiet Double der historischen Provinz Périgord.
Umgeben wird Saint-Jean-d’Ataux von den Nachbargemeinden:
| Saint-Vincent-de-Connezac |                                             | Chantérac                 |
|                           | Kompassrose, die auf Nachbargemeinden zeigt | Saint-Germain-du-Salembre |
| Beauronne                 | Douzillac                                   |                           |

Saint-Jean-d’Ataux liegt im Einzugsgebiet des Flusses Dordogne.
Die Beauronne, ein Nebenfluss der Isle, durchquert das Gebiet der Gemeinde zusammen mit ihren Nebenflüssen, dem Bardot, dem Rieutord und dem Ruisseau de Rieu Quérieu.

## Einwohnerentwicklung

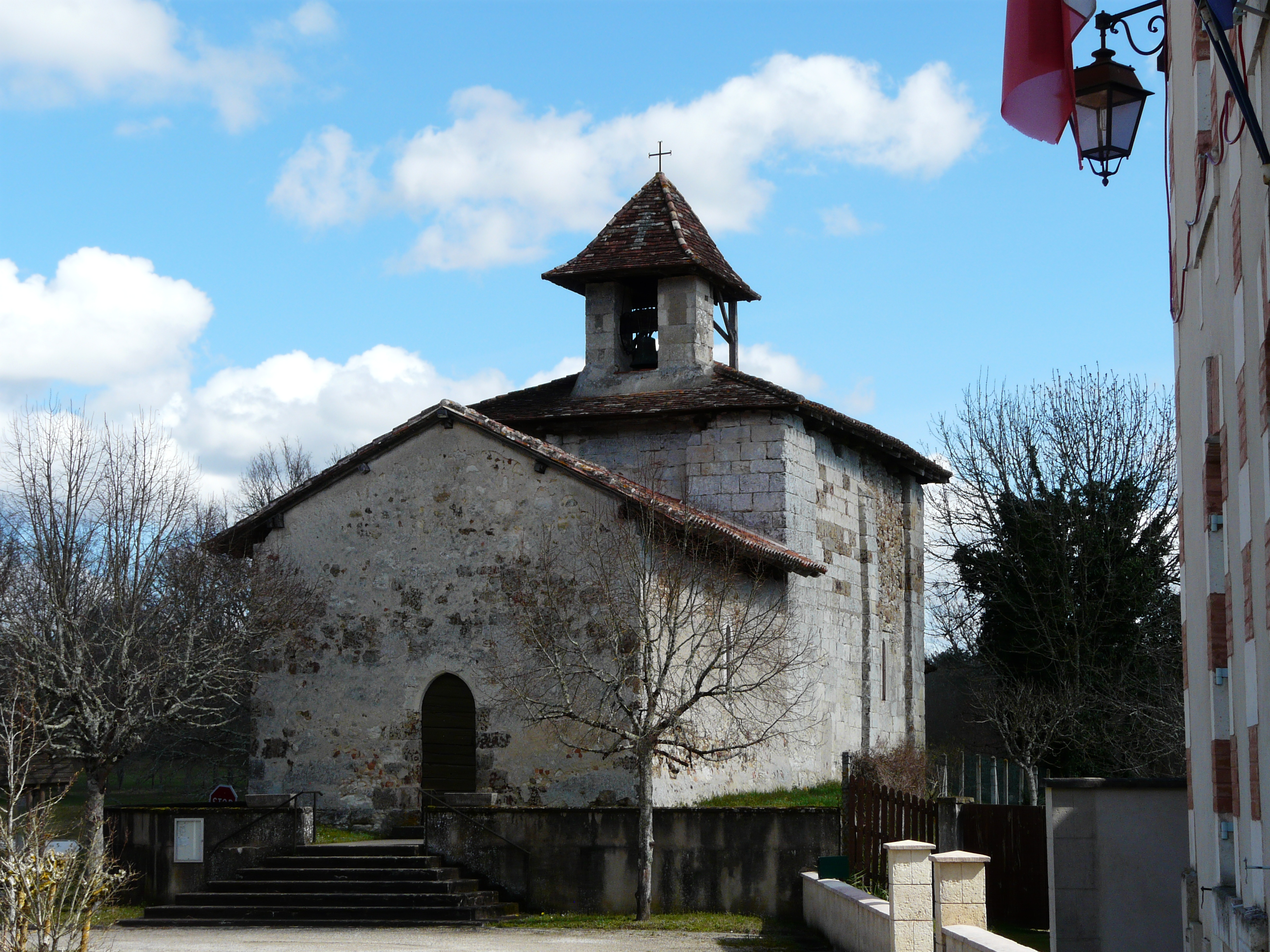
Pfarrkirche Saint-Jean-Baptiste

Nach Beginn der Aufzeichnungen stieg die Einwohnerzahl in der Mitte des 19. Jahrhunderts auf einen Höchststand von rund 320. In der Folgezeit sank die Größe der Gemeinde bei kurzen Erholungsphasen bis zu den 1970er Jahren auf rund 95 Einwohner. Es folgte eine Phase des Wachstums, die die Zahl der Einwohner bis zur Jahrtausendwende auf 150 anhob, bevor sie sich anschließend auf einem Niveau von rund 120 Einwohnern stabilisierte.
| Jahr      | 1962 | 1968 | 1975 | 1982 | 1990 | 1999 | 2006 | 2011 | 2022 |
| --------- | ---- | ---- | ---- | ---- | ---- | ---- | ---- | ---- | ---- |
| Einwohner | 131  | 119  | 94   | 127  | 136  | 150  | 126  | 117  | 132  |

## Sehenswürdigkeiten
- Pfarrkirche Saint-Jean-Baptiste aus dem 11. Jahrhundert mit romanischem Chor

## Wirtschaft und Infrastruktur
Die Gemeinde profitiert von seiner ländlichen Umgebung, um einen „grünen“ Tourismus zu entwickeln.

### Verkehr
Saint-Jean-d’Ataux ist erreichbar über die Routes départementales 41 und 709, die ehemalige Route nationale 709.
Die Gemeinde ist über eine Linie des Busnetzes Transpérigord, die von Ribérac nach Mussidan führt, mit anderen Gemeinden des Départements verbunden.